# Nguyễn Phúc Hy
Nguyễn Phúc Hy (chữ Hán: 阮福曦; 1782 – 21 tháng 5 năm 1801), tước phong Thuận An công (順安公), là một hoàng tử con vua Gia Long nhà Nguyễn trong lịch sử Việt Nam.

## Tiểu sử
Hoàng tử Hy là con trai thứ hai của vua Gia Long, sinh năm Nhâm Dần (1782), không rõ ngày tháng. Không rõ mẹ đẻ của Hy là ai. Sử sách ghi lại, ông là người tinh anh nghiêm nghị, mọi người đều nể sợ. Ông có một cái búa bằng đồng, khi ra ngoài thường sai người mang đi theo nên người ta thường gọi ông là Phủ công (phủ nghĩa là "cái búa") hoặc chị Búa.
Ban đầu, Hy được giữ chức Khâm sai Cai đội. Mùa đông năm Mậu Ngọ (1798), Chưởng tiền quân là Tôn Thất Hội mất, Nguyễn Ánh ra lệnh chọn người giữ chức súy, các tướng đều xin cử Hy, nhưng chúa dụ rằng: “Hy còn trẻ, chưa tập việc quân, không bằng lòng cho”.
Năm Kỷ Mùi (1799), chúa Nguyễn Ánh thân chinh đi đánh Quy Nhơn, lưu Khâm sai Cai Hy ở lại trấn thủ thành Gia Định. Nguyễn Văn Nhơn cùng một số tướng ở lại phụ giúp hoàng tử phòng giữ thành.
Năm Canh Thân (1800), tháng 2 (âm lịch), hoàng tử Hy được quản suất Tiền chi và vệ Cung võ dinh Trung quân, đi thuyền tới Vũng Tàu rồi sai chia quân đi tuần biển. Mùa hạ năm đó, ông theo cha lại đi đánh giặc ở Quy Nhơn, thuyền chúa đến cửa biển Cầu Huân, sai ông ở lại trấn giữ Diên Khánh, rồi lại sai ông đem quân thuộc hạ tiến đóng bảo Hội An. Chẳng bao lâu sau đó, xa giá của chúa trở về Cù Mông (Phú Yên), triệu ông đến hành tại.
Năm Tân Dậu (1801), ngày 9 tháng 4 (âm lịch), hoàng tử Hy mất khi còn đang trông coi việc quân, mới 20 tuổi, được truy tặng làm Đặc tiến Phụ quốc Tướng quân, Thiếu úy Quận công, thụy là Đôn Mẫn (敦敏), đưa về táng tại Gia Định. Quận công Hy chết trẻ, không có con nối.
Năm Gia Long thứ 3 (1804), vua cho hợp thờ quận công Hy cùng với Anh Duệ Hoàng thái tử ở Tả vu Thái miếu. Tháng 10 (âm lịch) năm thứ 7 (1808), vua cho Đô thống chế Thủy quân Tống Phước Lương, Vệ úy Thị trung Trần Đăng Long, Thiêm sự Lễ bộ Nguyễn Đình Khoan vào Gia Định rước quan tài của chúa Định Nguyễn Phúc Thuần, Anh Duệ Hoàng thái tử, hoàng nhị tử Thiếu úy Hy, hoàng tam tử là Tuấn và các cung tần, hoàng tử, tôn thất đem về cải táng ở Thừa Thiên.
Năm thứ 13 (1814), vua gia tặng cho ông tước Hoài công (懷公), thờ ở đền Triển Thân.
Năm Minh Mạng thứ 13 (1831), vua em gia tặng cho Hoài công Hy làm Tôn nhân phủ Tả tôn chính, truy tước Thuận An công (順安公). Vua bảo bộ Lễ rằng: “Từ xưa các bậc minh vương, để tỏ lòng yêu mến trước hết phải thân người thân, mà tôn người có đức, đền người có công, đối với lễ thế là chính đáng, nghĩ đến Khâm sai lưu trấn thành Gia Định, tặng Hoài công Tôn Thất Hy là thứ huynh của ta, lúc trẻ đã nhận chuyên trách ở cõi ngoài, ngờ đâu tuổi tới cập quán không được hưởng phước ấm lâu dài, đã từng được hoàng khảo ta, Thế tổ Cao hoàng đế, ban cho tước phong vinh hiển, tưởng cũng đã thêm rực rỡ ở dưới suối vàng. Ta nhớ lại việc trước, trong lòng cảm động, bèn gia phong thêm chức hàm và đất ăn lộc, để lâu dài về sau này, cốt tỏ ý nghĩa chia sẻ vinh quang với anh em, thêm mãi không thôi”.
Năm Minh Mạng thứ 21 (1840), vua cho đúc các con thú bằng vàng để ban thưởng cho các hoàng thân anh em và các trưởng công chúa. Những người đã mất, vua dụ cho bộ Lễ sắp đủ lễ nghi đem đến giao cho người thừa tự hoặc người giám thủ để thờ. Thuận An công Hy được ban cho một con giải trãi bằng vàng nặng 6 lạng 7 đồng cân.
Năm Thiệu Trị thứ 3 (1843), vua cho đưa bài vị của 4 người anh em của vua Gia Long và Thuận An công Hy về thờ ở đền Thân Huân.
Mộ phần của Thuận An công Hy, hoàng tử Tuấn và các hoàng tử tảo thương của vua Gia Long ngày nay tọa lạc tại đồi Vọng Cảnh, thuộc phường Thủy Xuân, Huế.